# Marie Rambert

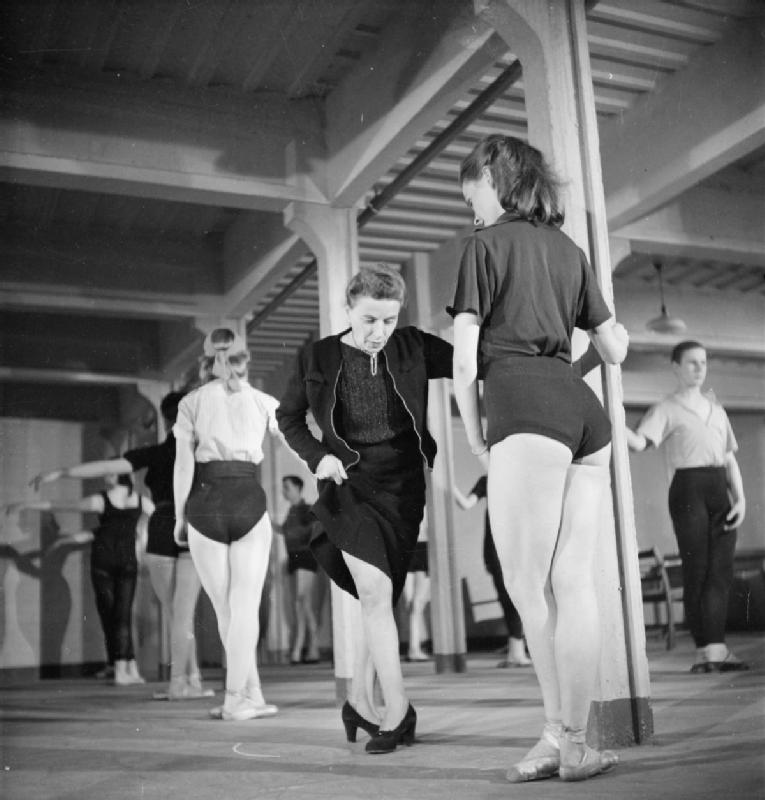
Marie Rambert (1943)

Marie Rambert, właśc. Cywia Ramberg, zwana także Miriam Rambert (ur. 20 lutego 1888 w Warszawie, zm. 12 czerwca 1982 w Londynie) – tancerka i pedagog baletu, założycielka i kierowniczka zespołu, którego działalność spowodowała popularyzację baletu w Anglii. Za zasługi dla kultury brytyjskiej dwukrotnie została odznaczona Orderem Imperium Brytyjskiego (CBE i DBE), Kawaler Legii Honorowej.

## Warszawa
Pochodziła ze spolonizowanej rodziny żydowskiej, jej ojciec był księgarzem i wydawcą. Matka była Rosjanką. Właściwe nazwisko ojca brzmiało Rambam, jednak jej dziadek, aby uchronić synów przed służbą wojskową, każdego z nich zapisał pod innym nazwiskiem (nazwisko Rambert, sceniczny pseudonim tancerki, nosił jeden ze stryjów). W dzieciństwie i wczesnej młodości mieszkała w Warszawie, tam też uczęszczała do szkoły, w której po raz pierwszy, podczas lekcji tańca, zetknęła się z baletem. Nauki tej jednak nie kontynuowała, choć taniec żywo ją interesował – występowała jedynie na towarzyskich przyjęciach. W Warszawie też pierwszy raz zobaczyła występ Isadory Duncan, który ją zafascynował.
W 1905 roku zaangażowała się w nielegalną działalność: kolportowała zakazane druki, uczestniczyła w tajnych wykładach, brała też udział w demonstracjach. Zaniepokojeni rodzice wysłali ją do Paryża, gdzie miała studiować medycynę.

## Paryż i początki kariery
W Paryżu zamieszkała u ciotki i jej męża, Marca Pierrota, małżeństwa lekarzy. Ukończyła roczny kurs języka francuskiego na Sorbonie (ciotka uważała ją za zbyt młodą na studia medyczne), jednocześnie biorąc czynny udział w życiu studenckim i towarzyskim. Na jednym z przyjęć poznała Raymonda Duncana, który zachęcił ją do "tańca greckiego" w stylu swojej siostry Isadory. Wtedy też podjęła decyzję o trwałym związaniu się z tańcem. Brała lekcje akrobatyki i baletu klasycznego, choć ten ostatni w tym czasie zupełnie jej nie interesował. Występowała w modnych francuskich salonach, miała też dać występ na otwarcie Salonu Jesiennego, lecz przeszkodził jej w tym atak wyrostka robaczkowego.
Pod wpływem paryskich przyjaciół zaczęła używać imienia Miriam (zdrobnienie Cesia, którym się posługiwała zamiast metrykalnego Cywia, było dla Francuzów niewymawialne), zmienionego później na Marie oraz, jak sama stwierdziła, "elegantszego" nazwiska Rambert.

## Szkoła Dalcroze’a i Les Ballets Russes
W 1910 roku Marie Rambert podjęła studia w szkole rytmiki Emila Jaques-Dalcroze’a, mieszczącej się początkowo w Genewie, a następnie w Hellerau (dzielnica Drezna). Jednocześnie była asystentką Dalcroze’a, prowadząc zajęcia z gimnastyki z elementami baletu. Wzięła udział w występach szkoły w Petersburgu i Moskwie.
W 1912 roku została zatrudniona przez Siergieja Diagilewa w zespole Les Ballets Russes. Korzystając ze swojej wiedzy na temat rytmiki współpracowała z Wacławem Niżyńskim przy choreografii Święta wiosny. W tym okresie zaczęła interesować się baletem klasycznym, studiując u Enrica Cecchettiego. W Les Ballets Russes występowała także jako tancerka; wzięła udział w południowoamerykańskim tournée zespołu. Po powrocie dała dwa samodzielne recitale taneczne w Théâtre Imperiale (list polecający do dyrektora napisała Colette) i szereg występów w paryskich salonach.

## Działalność w Anglii
Po wybuchu I wojny światowej, w sierpniu 1914 roku, wyjechała do Londynu. Polecona przez przyjaciół, uczyła rytmiki dzieci z brytyjskiej elity towarzyskiej (m.in. wnuczki ówczesnego premiera Asquitha czy córkę Churchilla). Kontynuowała też naukę tańca klasycznego u Serafimy Astafiewej. 25 lutego 1917 roku w Teatrze Garricka wystawiła swój pierwszy balet, inspirowany sztuką przełomu renesansu i średniowiecza Pomme d"Or (Złote jabłko) do muzyki Corellego, w którym zatańczyła główną rolę. Przedstawienie odniosło duży sukces.
W sierpniu 1917 roku poznała Ashleya Dukesa, brytyjskiego tłumacza i krytyka teatralnego, odbywającego wówczas służbę wojskową. 7 marca 1918 roku wyszła za niego za mąż, stając się jednocześnie brytyjską poddaną. Małżeństwo miało dwie córki, Angelę i Helen (Lulu).
W 1920 roku Marie Rambert otworzyła własną szkołę baletową, której uczniowie brali udział w niewielkich przedstawieniach, głównie charytatywnych – ówczesny balet angielski praktycznie nie istniał, występy taneczne odbywały się na ogół tylko w rewiach i musicalach. Pierwszym większym przedsięwzięciem Rambert był balet A Tragedy of Fashion (Tragedia w świecie mody) według scenariusza Dukesa, mającego już sukcesy jako dramaturg. Choreografia była debiutem ucznia Rambert, Fredericka Ashtona. Premiera odbyła się 15 czerwca 1926 roku. W tym samym roku Rambert utworzyła zespół baletowy, składający się z najzdolniejszych uczniów jej szkoły i noszący nazwę Marie Rambert Dancers.
W 1927 roku Ashley Dukes zakupił dawną salę kościelną przy Notting Hill Gate w Londynie. Małżeństwo urządziło w nim studio dla szkoły baletowej Rambert oraz funkcjonujący od 1930 roku teatr (od 1933 noszący nazwę Mercury Theatre), wystawiający zarówno sztuki teatralne, jak i przedstawienia baletowe przygotowane przez zespół Rambert, od 1935 roku noszący już nazwę Ballet Rambert.
W 1930 roku Rambert wraz z Ninette de Valois i innymi działaczami założyła The Camargo Society, stowarzyszenie mające propagować balet wśród Brytyjczyków.
Ballet Rambert zaczął rozwijać coraz szerszą działalność, prócz występów w Londynie rozpoczynając coroczne tournée po Wielkiej Brytanii. W przedstawieniach brali udział czołowi ówcześni tancerze: Tamara Karsawina i Leon Wójcikowski, który wznowił w Londynie Popołudnie fauna i Karnawał. W Ballet Rambert rozpoczynali lub kontynuowali swoją karierę tacy tancerze i choreografowie jak: Frederick Ashton, Alicia Markova, Antony Tudor, Agnes de Mille, Pearl Agryle, Walter Gore czy Harold Turner. W zespole tańczyła także Diana Gould, później żona Yehudi Menuhina. Stałą współpracowniczką Rambert, tworzącą scenografię do wielu przedstawień, była malarka Zofia Fedorowicz.
W latach 1947–48 zespół odbył tournée po Australii i Nowej Zelandii. Po powrocie do jego repertuaru włączono klasykę baletu, dając takie przedstawienia jak Giselle czy Don Kichot. Występował także poza Wielką Brytanią, m.in. we Włoszech (1955), Hiszpanii (1956), Chinach (1957) i Stanach Zjednoczonych (1959).
W 1959 roku zmarł mąż Rambert, Ashley Dukes.
W latach 60. XX wieku Ballet Rambert zaczął przeżywać kryzys, nie mając odpowiedniej stałej siedziby w Londynie i nie mogąc sprostać konkurencji ze strony The Royal Ballet. W 1966 Marie Rambert, za namową swojego ówczesnego współpracownika Normana Morrice’a (od 1971 roku dyrektora zespołu), zreorganizowała zespół, rezygnując z corps de ballet i pozostawiając kilkunastoosobową grupę solistów, specjalizującą się w balecie nowoczesnym. W latach 70. Rambert stopniowo wycofywała się z kierowania zespołem, do końca życia pozostając jednak jego doradcą i współdyrektorem.
W 1972 roku Marie Rambert opublikowała autobiografię zatytułowaną Quicksilver. Polski przekład został wydany w 1978 roku przez Czytelnika, a zamieszczoną w nim przedmowę napisała zaprzyjaźniona z autorką Maria Kuncewiczowa.
Marie Rambert zmarła 12 czerwca 1982 w Londynie.

## Znaczenie
Marie Rambert w znaczący sposób przyczyniła się do powstania i rozwoju brytyjskiego baletu. Odkryła i rozwinęła talent wielu brytyjskich choreografów i tancerzy. Założony przez nią zespół, noszący obecnie nazwę Rambert Dance Company, jest najstarszym nieprzerwanie działającym zespołem baletowym w Wielkiej Brytanii. W dalszym ciągu istnieje także stworzona przez nią szkoła baletowa, Rambert School of Ballet and Contemporary Dance.
Za swoje zasługi Marie Rambert dwukrotnie została odznaczona Orderem Imperium Brytyjskiego: komandorią (CBE) w 1954 roku, a w 1962 orderem w klasie Dame Commander (DBE) wraz z przysługującym tej randze orderu tytułem Dame. Otrzymała także francuską Legię Honorową V klasy (1957).